# 卡尔维赛什
卡尔维赛什是葡萄牙布拉干萨区的一个堂区。总面积64.19平方公里，总人口882人，人口密度13.7人/平方公里。